# 汤姆方庭

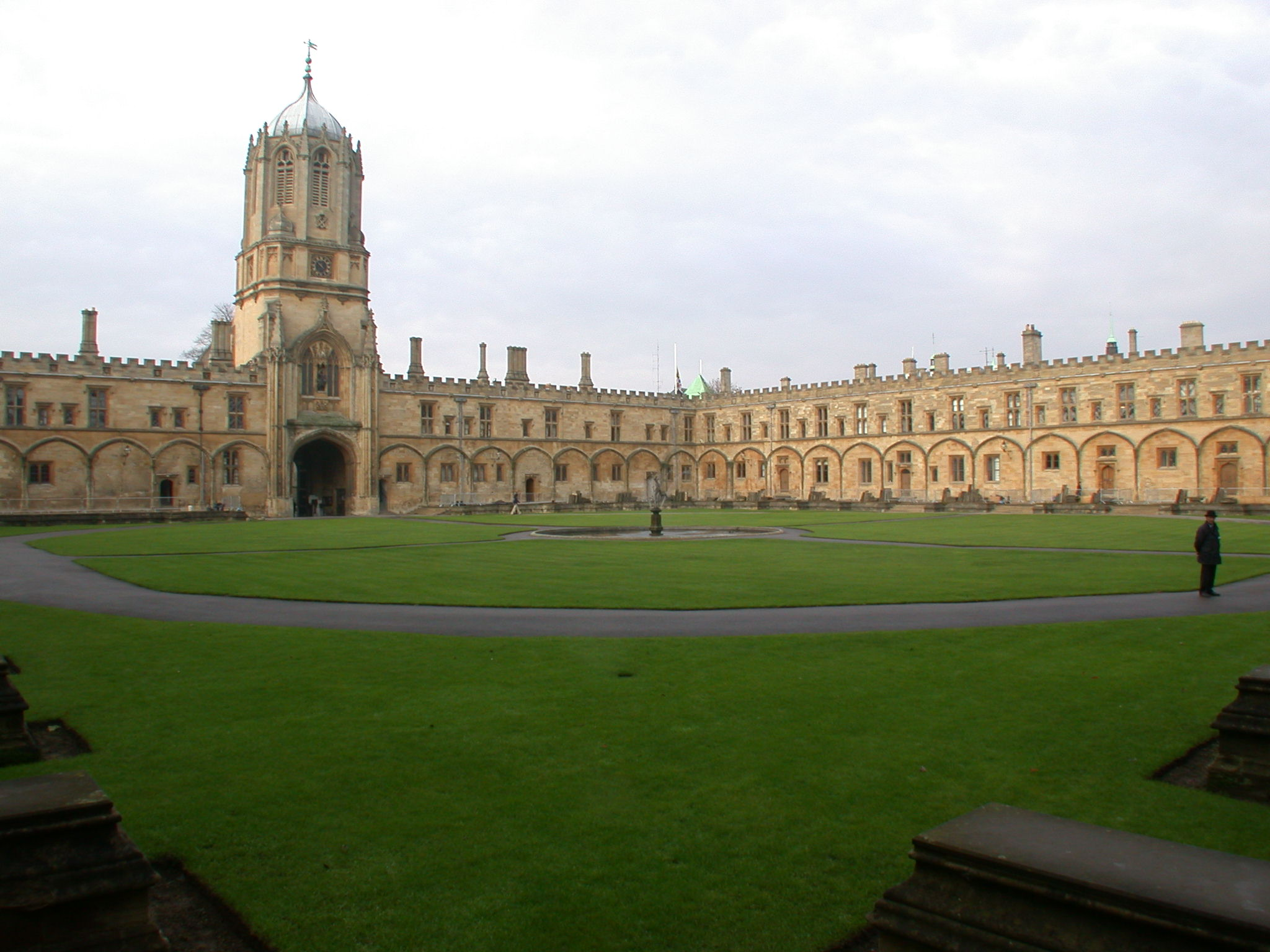
汤姆方庭

大方庭（Great Quadrangle），通称为汤姆方庭（Tom Quad）是牛津大学基督堂学院的一个方庭，也是牛津大学最大的一个方庭，264×261英尺。汤姆方庭由方庭由托馬斯·沃爾西枢机创建，但他未能完成。方庭在约翰·费尔时完成。汤姆方庭的西侧是由克里斯多佛·雷恩设计的汤姆塔。东侧是基督堂座堂的入口，东南角是到学院食堂的入口。北侧是基督堂牧师住宅。方庭的东北侧通向派克沃特方庭（Peckwater Quadrangle）和学院图书馆。
在汤姆方庭的中心，有一个有一个观赏池塘，池塘里有一个墨丘利雕像。在过去的传统中，运动型学生（hearties）将艺术型学生（aesthetes）抛进此池塘。池塘里还有日本皇后捐赠的锦鲤。喷泉的基座由埃德溫·魯琴斯爵士设计。